# Fiorello the Greatest
Fiorello the Greatest è un album raccolta di Fiorello, pubblicato nel 2002.

## Tracce
1. San Martino
2. Spiagge
3. Lei balla sola
4. Ricordati di me
5. Donne
6. Centro di gravità
7. Io vagabondo
8. Il cielo
9. Azzurro
10. Ci vorrebbe un amico
11. Una donna per amico
12. Gloria
13. Tu solo tu
14. Ogni volta che
15. Vivere a colori
16. Non ti lascerò
17. Un genio un pazzo un re
18. La forza dentro me